# Journal of Interdisciplinary Economics
Das Journal of Interdisciplinary Economics (JIE) ist eine wirtschaftswissenschaftliche Zeitschrift, die ursprünglich von A B Academic Publishers, Oxon, England veröffentlicht wurde. Im Juli 2011 wurde das Journal vom renommierten US-amerikanische Verlagshaus SAGE übernommen. Die Zeitschrift nähert sich Themen der Wirtschaftswissenschaft, der Ökonometrie, der Finanzwissenschaft, des Rechts und der Wirtschaftssoziologie aus einer interdisziplinären Perspektive. Die Chefredakteurin der Zeitschrift ist Jayati Sarkar, Professorin am  Indira Gandhi Institute of Development Research in Mumbai, Indien.
Das Journal verschreibt sich der Erweiterung der üblichen Grenzen klassischer wirtschaftswissenschaftlicher Disziplinen. Konkret wird angestrebt, scheinbar selbstverständliche Hintergrundannahmen konventioneller wirtschaftswissenschaftlicher Weltanschauungen zu hinterfragen und herauszufordern oder zu lockern, um so zur Entwicklung einer Disziplin beizutragen, die im Stande ist auf die gegenwärtige globale ökonomische und ökologische Herausforderungen angemessen zu reagieren.
Das Journal of Interdisciplinary Economics ist in den internationalen ABS Academic Journal Guides 2010 und 2015, dem Handelsblatt VWL Ranking 2013 und im französischen AERES-Ranking 2012 gelistet.